# Prosobonia leucoptera
Prosobonia leucoptera es una especie extinta de ave limícola de la familia Scolopacidae. Era una especie endémica de Tahití que se extinguió a mediados del siglo XIX.
Se sabe de un solo espécimen, recogido por Johann Reinhold Forster, y pintado por su hijo Georg Forster en 1773. La muestra está en el museo de Leiden.

## Extinción
Sólo hay registros de un ejemplar recolectado en 1777, pero fue extraviado o destruido. La causa más probable de su desaparición, fue la introducción de ratas (Rattus rattus) en la isla por parte de los colonizadores europeos.